# Чезнола (Торино)
Чезнола је насеље у Италији у округу Торино, региону Пијемонт.
Према процени из 2011. у насељу је живело 84 становника. Насеље се налази на надморској висини од 314 м.